# Raffaele Pareto
Pour les articles homonymes, voir Pareto.
Raffaele Pareto (selon son acte de mariage, ses véritables prénoms sont Raphael, Antoine, Nazar, Marie, Augustin) - (né le 23 juillet 1812 à Gênes - mort le 28 avril 1882 à Rome) est un ingénieur italien ayant vécu en France comme exilé politique du début des années 1830 au début des années 1850. Il est le père du célèbre économiste et sociologue Vilfredo Pareto.

## Origines sociales
Raffaele Pareto était le fils de Gian Benedetto Pareto (1768-1831) et d'Aurelia Spinola (née en 1773, décédée à une date inconnue après 1835). La famille Pareto appartenait à la noblesse de la province de Ligurie, où ses membres occupèrent diverses fonctions politiques ou diplomatiques importantes. En outre, plusieurs se distinguèrent dans les domaines littéraire ou scientifique. Raffaele portait le titre de marquis, qui figure sur un certain nombre de documents établis en France.

## L'exil politique
Bien qu'appartenant à l'aristocratie, Raffaele Pareto adhère dans sa jeunesse au mouvement révolutionnaire de Mazzini, ce qui l'amène à s'exiler volontairement en France au début des années 1830. Il séjourne quelque temps à Marseille, puis en Saône-et-Loire, où se sont constituées des communautés d'exilés italiens. Il trouve bientôt à s'employer dans la voirie du département de l'Allier. Le 9 décembre 1835, alors qu'il est domicilié à Paris, il épouse à Moulins (Allier) la fille d'une modeste famille de vignerons de Toulon-sur-Allier, Marie Métenier (Toulon-sur-Allier, 9 novembre 1813 - Florence, 1889). Le couple aura trois enfants, tous nés en France : Aurelia (Moulins, 22 février 1839-Florence, 15 avril 1893), mariée à Gaspare Scala ; Cristina (née en 1842 en un lieu non retrouvé, décédée le 1er août 1907, peut-être à Florence) ; Vilfredo (Paris, 15 juillet 1848-Céligny, Suisse, 19 août 1923), le célèbre économiste et sociologue.
Raffaele Pareto devient ingénieur civil à Paris où il réside en 1835. Il séjourne à nouveau dans l'Allier, à Moulins, où il enseigne les mathématiques lors de la naissance de sa fille aînée en 1839. Sa fille cadette naît en 1842, mais pas à Moulins. On retrouve ensuite Raffaele Pareto à Paris en 1848, lors de la naissance de son fils Vilfredo. En avril 1848 il y entreprend des démarches pour se faire naturaliser français, qu'il abandonne par la suite pour une raison inconnue.

## Les travaux en Sologne
Ingénieur civil et hydraulicien, Raffaele Pareto est amené à étudier la construction d'un canal en Sologne pour le compte d'une obscure et éphémère société fondée en 1845, la Compagnie Française d'Irrigation. En conflit avec le directeur pour des raisons financières, il abandonne l'affaire et se livre alors à des travaux de drainage et d'assainissement pour le compte de grands propriétaires de la région de Lamotte-Beuvron (Loir-et-Cher). En juin 1848, le ministère des Travaux publics du gouvernement de la Seconde république décide la construction du canal de la Sauldre, entre Blancafort (Cher) et Lamotte-Beuvron, « dans l'intérêt de l'amélioration de la Sologne. » La direction des travaux est confiée à Raffaele Pareto - qui n'était pas candidat à cette fonction - en raison de l'expérience qu'il a acquise dans la région. Pendant les quelques mois où il dirige le chantier des "Ateliers de la Sauldre", il réside avec sa famille dans une maison des environs de Lamotte-Beuvron. En février 1849, Pareto quitte la Sologne pour ne plus y revenir.

## Le retour en Italie
Raffaele Pareto rentre avec sa famille en Italie vers 1853. Il occupe la chaire d'enseignement de langues de l'École Royale de Marine de Gênes jusqu'en 1859. Il est ensuite nommé professeur d'agriculture et de comptabilité à l'Institut Technique Leardi établi dans la ville de Casale Monferrato. En 1861, Raffaele Pareto reçoit le diplôme d'ingénieur honoris causa des mains du ministre de l'Instruction publique italien pour le haut niveau scientifique et technique de ses publications et pour l'importance des travaux d'assainissement qu'il a réalisés en France. Ce titre lui permet d'être intégré en 1862 au Service des Bonifications et Irrigations du ministère de l'Agriculture italien, premier pas dans une carrière administrative qui culminera avec le grade d'inspecteur général dans le corps du Génie civil. Sa carrière le conduit d'abord à Turin, ensuite à Florence (1864), alors capitale de l'Italie, et finalement à Rome (1877). Il meurt dans cette ville le 28 avril 1882.

## Ses publications
Raffaele Pareto n'a pas suivi des études universitaires poussées comme son illustre fils. Toutefois il a laissé un certain nombre d'œuvres non négligeables : contributions techniques en matière d'hydraulique dans diverses revues italiennes et principalement dans le Journal de l'Ingénieur architecte et agronome qu'il dirigea de 1860 à 1867, écrits sur l'architecture dans L'Italie monumentale (1871) et direction de la publication de l' Encyclopédie des arts et industries de 1878 à sa mort (l'œuvre, en 6 volumes publiés à Turin, ne fut achevée qu'en 1898).
Durant son séjour en France, Raffaele Pareto a écrit plusieurs ouvrages techniques :
- Considérations sur les chemins vicinaux, leur construction et leur entretien, Moulins, P. A. Desrosiers, 1839 ;
- Irrigation et assainissement des terres. Traité de l'emploi des eaux en agriculture, Paris, Roret, 1851, 4 volumes (traduction italienne par Parrochetti sous le titre Irrigazione e bonificazione des terrini, Milano, 1855, où l'auteur est désigné comme membre correspondant de l'Académie royale d'agriculture de Turin) ;
- De l'amélioration de la Sologne, Paris, Roret, 1851 (ouvrage consacré aux études et calculs effectués par l'auteur au sujet du canal de la Sauldre, et à l'histoire des Ateliers de la Sauldre de 1848-1849);
- Cours d'architecture à l'Athénée central, Paris, chez l'auteur, 1853.

### Sources
Il n'existe pas de travaux biographiques consacrés à Raffaele Pareto, et on sait peu de choses sur sa vie d'exilé en France. Tout ce que l'on peut apprendre à son sujet provient de travaux relatifs à son fils. On pourra donc consulter, en français, les ouvrages suivants :
- Georges-Henri Bousquet, Vilfredo Pareto : sa vie et son œuvre, Paris, Payot, 1928
- Georges-Henri Bousquet, Pareto, 1848-1923, le savant et l'homme, Lausanne, Payot et Cie, 1960.

La revue italienne Paretiana consacrée aux études relatives à Vilfredo Pareto a publié plusieurs articles apportant quelques renseignements ponctuels sur la vie et la carrière de son père (voir tout particulièrement Pier Carlo Della Ferrera, Le lettere familiari di Vilfredo Pareto [Les lettres familiales de Vilfredo Pareto], dans "Paretiana", no 79. Consultable sur le site internet indiqué ci-dessous).